# Coupe des clubs champions africains 1973
Navigation
Édition précédente Édition suivante
La Coupe des clubs champions africains 1973 est la neuvième édition de la Coupe des clubs champions africains. Le club vainqueur de la compétition est désigné champion d'Afrique des clubs 1973. Vingt-quatre formations sont engagées dans la compétition. À noter que le tirage au sort en cas d'égalité n'est plus utilisé; si deux formations marquent le même nombre de buts sur l'ensemble des deux rencontres, une séance de tirs au but est jouée (la règle des buts marqués à l'extérieur n'est pas appliquée).
C'est le club zaïrois de l'AS Vita Club qui remporte cette édition après avoir battu les Ghanéens d'Asante Kotoko, en finale. Il s'agit du premier titre continental pour le club alors qu'Asante Kotoko continue à peiner en finale, avec une troisième défaite en quatre tentatives.

## Premier tour
| Équipe 1          | Résultat      | Équipe 2                | Aller | Retour |
| ----------------- | ------------- | ----------------------- | ----- | ------ |
| ASEC Mimosas      | 5 - 2         | Mighty Barrolle         | 2 - 1 | 3 - 1  |
| ASFA Dakar        | 4 - 6         | Modèle Lomé             | 2 - 2 | 2 - 4  |
| Horsed FC         | 3 - 6         | Ismaily SC              | 3 - 1 | 0 - 5  |
| Kenya Breweries   | 2 - 2 5-4 tab | Tele SC Asmara          | 1 - 1 | 1 - 1  |
| CARA Brazzaville  | 3 - 2         | Sports Dynamic          | 1 - 0 | 2 - 2  |
| Fortior Mahajanga | 6 - 3         | Police FC               | 5 - 1 | 1 - 2  |
| Mighty Jets       | 2 - 2         | AS Jeanne d'Arc abandon | 2 - 1 | 0 - 1  |
| Young Africans    | 2 - 3         | Al Merreikh Omdurman    | 1 - 2 | 1 - 1  |

## Deuxième tour
| Équipe 1             | Résultat      | Équipe 2            | Aller | Retour |
| -------------------- | ------------- | ------------------- | ----- | ------ |
| Hafia FC T           | 5 - 5 3-2 tab | ASEC Mimosas        | 2 - 1 | 3 - 4  |
| Stade malien         | 2 - 1         | Modèle Lomé         | 2 - 1 | 0 - 0  |
| Ismaily SC           | 5 - 1         | Alahly Benghazi SC  | 4 - 1 | 1 - 0  |
| Kenya Breweries      | 4 - 3         | Simba FC            | 3 - 1 | 1 - 2  |
| Léopards Douala      | 2 - 1         | CARA Brazzaville    | 2 - 0 | 0 - 1  |
| Kabwe Warriors       | 7 - 0         | Fortior Mahajanga   | 4 - 0 | 3 - 0  |
| AS Vita Club         | -             | Mighty Jets forfait | -     | -      |
| Al Merreikh Omdurman | 1 - 4         | Asante Kotoko       | 1 - 1 | 0 - 3  |

## Quarts de finale
| Équipe 1        | Résultat | Équipe 2           | Aller | Retour |
| --------------- | -------- | ------------------ | ----- | ------ |
| Hafia FCT       | 5 - 6    | Léopards Douala    | 2 - 4 | 3 - 2  |
| Stade malien    | 1 - 7    | AS Vita Club       | 0 - 3 | 1 - 4  |
| Kenya Breweries | -        | Al-Ismaily abandon | 0 - 0 | 1 - 2  |
| Kabwe Warriors  | 2 - 3    | Asante Kotoko      | 2 - 1 | 0 - 2  |

## Demi-finales
| Équipe 1        | Résultat | Équipe 2        | Aller | Retour |
| --------------- | -------- | --------------- | ----- | ------ |
| AS Vita Club    | 4 - 3    | Léopards Douala | 3 - 0 | 1 - 3  |
| Kenya Breweries | 1 - 4    | Asante Kotoko   | 0 - 2 | 1 - 2  |

## Finales
| 25 novembre 1973 | Asante Kotoko | 4 - 2 | AS Vita Club | Kumasi Sports Stadium, Kumasi |  |
|                  |               |       |              |                               |  |

| 16 décembre 1973 | AS Vita Club | 3 - 0 | Asante Kotoko | Stade du 20 mai, Kinshasa |  |
|                  |              |       |               |                           |  |

| Coupe des clubs champions africains Vainqueur 1973 |
| -------------------------------------------------- |
| AS Vita Club Premier titre                         |